# Geryonia
Ne doit pas être confondu avec Geryonia (végétal).
Genre
Geryonia est un genre de Trachyméduses (hydrozoaires) de la famille des Geryoniidae.

## Description
Ses auteurs, François Péron et Charles Alexandre Lesueur la décrivent ainsi : « Point de bras ; des filets ou des lames au pourtour de l'ombrelle ;  une trompe inférieure et centrale ».

## Liste d'espèces
Selon World Register of Marine Species (1er avril 2016), Geryonia comprend l'espèce suivante :
- Geryonia proboscidalis Forsskål, 1775